# Fissidens hyophilus
Fissidens hyophilus är en bladmossart som beskrevs av Mitten 1882. Fissidens hyophilus ingår i släktet fickmossor, och familjen Fissidentaceae. Inga underarter finns listade i Catalogue of Life.